# Leptosphaeria tungurahuensis
Leptosphaeria tungurahuensis är en svampart som beskrevs av Petr. 1948. Leptosphaeria tungurahuensis ingår i släktet Leptosphaeria och familjen Leptosphaeriaceae.   Inga underarter finns listade i Catalogue of Life.